# Musteri
Musteri är en verksamhet som framställer äppelmust. Det finns flera olika typer av juicepressar,och flera passar också till att pressa andra frukter, bär och vissa grönsaker,t.ex. rabarber.
I Sverige samverkar ett 30-tal större och mindre musterier i föreningen Svenska Musterier. Man ordnar kurser,samordnar marknadsföring,och ordnar årliga tävlingar " Must-SM",där den finaste musten i olika kategorier utses.

## Process
- Steg 1: Pressning av frukten, för att få ut saften.
- Steg 2: Filtrering och pastörisering av musten.
- Steg 3: Tappning på flaska eller dunk.